# West Swanzey
West Swanzey es un lugar designado por el censo ubicado en el condado de Cheshire en el estado estadounidense de Nuevo Hampshire. En el Censo de 2010 tenía una población de 1.308 habitantes y una densidad poblacional de 197,89 personas por km².

## Geografía
West Swanzey se encuentra ubicado en las coordenadas 42°52′16″N 72°19′21″O / 42.87111, -72.32250. Según la Oficina del Censo de los Estados Unidos, West Swanzey tiene una superficie total de 6.61 km², de la cual 6.56 km² corresponden a tierra firme y (0.71%) 0.05 km² es agua.

## Demografía
Según el censo de 2010, había 1.308 personas residiendo en West Swanzey. La densidad de población era de 197,89 hab./km². De los 1.308 habitantes, West Swanzey estaba compuesto por el 93.2% blancos, el 0.76% eran afroamericanos, el 0.23% eran amerindios, el 4.43% eran asiáticos, el 0% eran isleños del Pacífico, el 0.15% eran de otras razas y el 1.22% pertenecían a dos o más razas. Del total de la población el 1.22% eran hispanos o latinos de cualquier raza.